# Diechomma pretiosum
Diechomma pretiosum är en spindelart som beskrevs av Alfred Frank Millidge 1991. Diechomma pretiosum ingår i släktet Diechomma och familjen täckvävarspindlar.
Artens utbredningsområde är Colombia. Inga underarter finns listade i Catalogue of Life.